# ウィレム・デ・ポールテル
ウィレム・デ・ポールテル（Willem de Poorter、1608年生まれ、1648年以降に没）は、17世紀のオランダの画家で、レンブラント(1606-1669)の弟子の一人であったと考えられている。作品の中に、しばしば防具などの静物を精緻な描写で描いたことで知られ、また静物画も描いた。

## 略歴
フランドルの出身の両親の息子で、ハールレムで生まれたと推定されているが確かではない。1631年にハールレムでの言及があり 、1634年にハールレムの聖ルカ組合に入会している 。初期のデ・ポールテルはライデンで働いていた時代(1625年から1631年まで)のレンブラントのスタイルを継承していて 、1632年以前にライデンのレンブラントの工房で学んだと考えられている。レンブラントの弟子のヘラルト・ドウ(1613-1675) の影響も見られるとされる。
1635年に、最初の弟子としてピーテル・カステレイン(Pieter Casteleyn: 1618-1676)を弟子にした。1943年にはPieter Abrams Poorter と Claes Coenraets を弟子にした。ロッテルダムで風俗画を描いたヘンドリック・マルテンスゾーン・ソルフ(c.1611-1670)にも影響を与えたともされる。
武器などある静物画や歴史上の人物を描いた作品の背景の事物の描写に卓越していたがかとされる。

## 作品

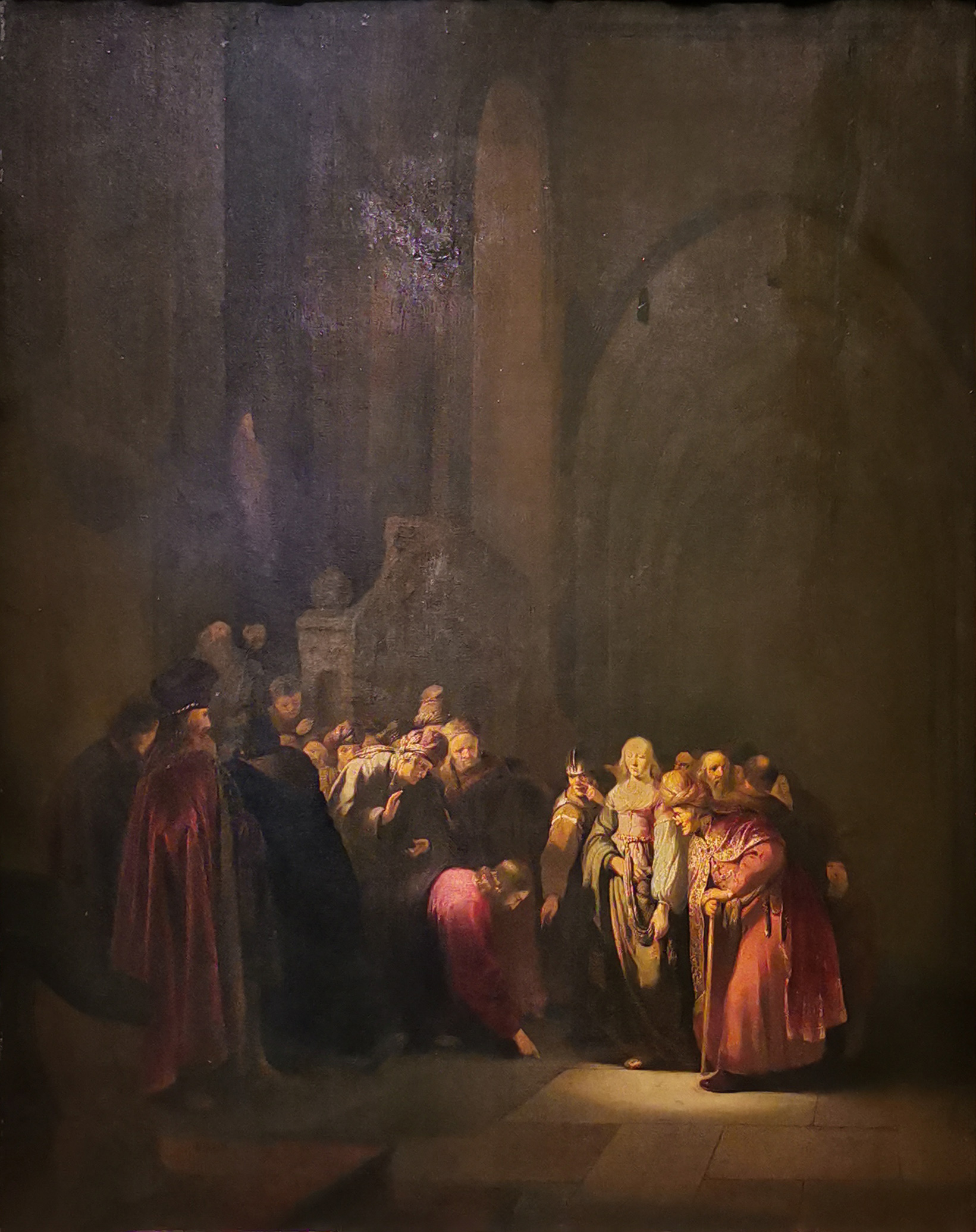
キリストと姦淫の女 ドレスデン美術館
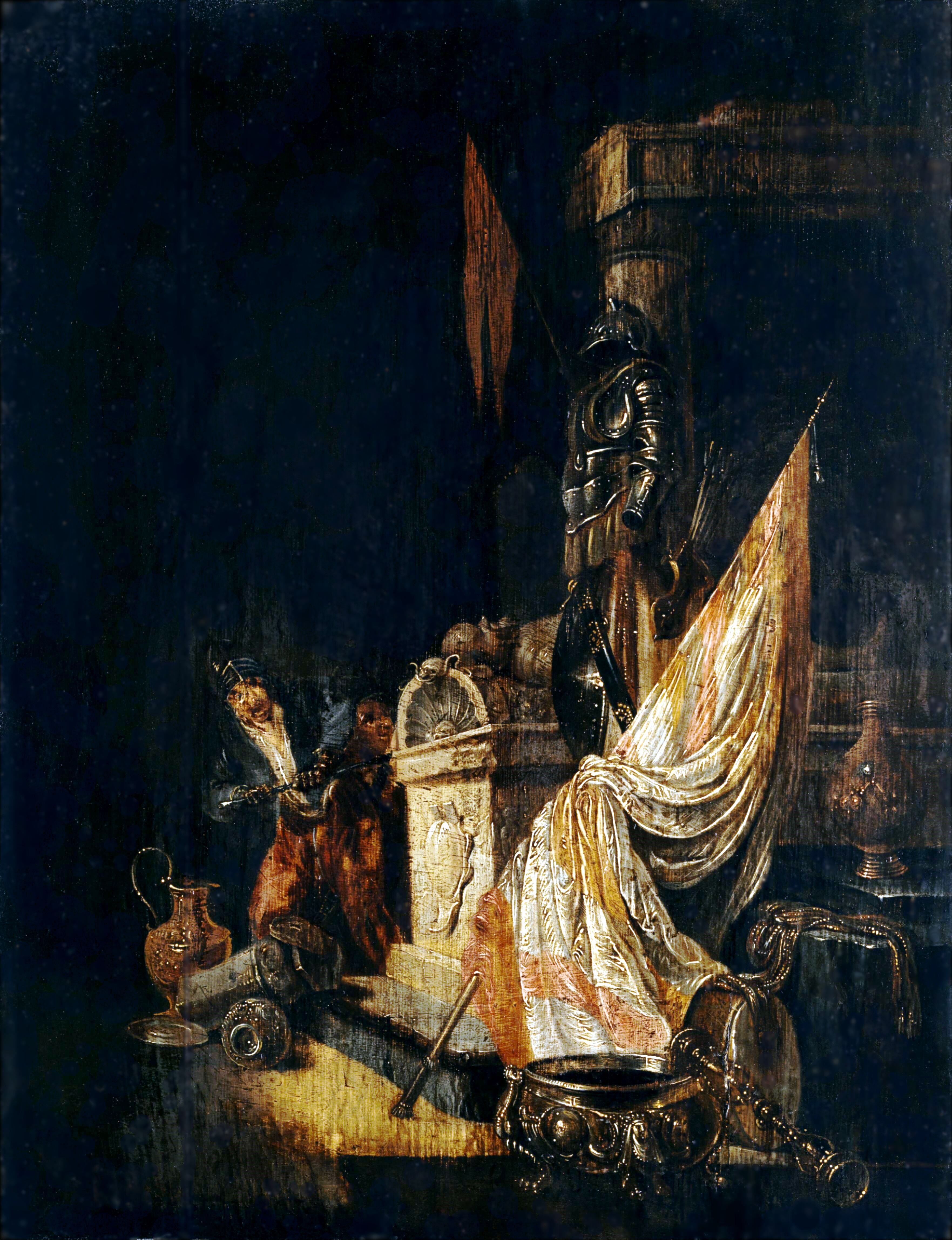
大理石の石棺の盗掘 (ヴァニタス)
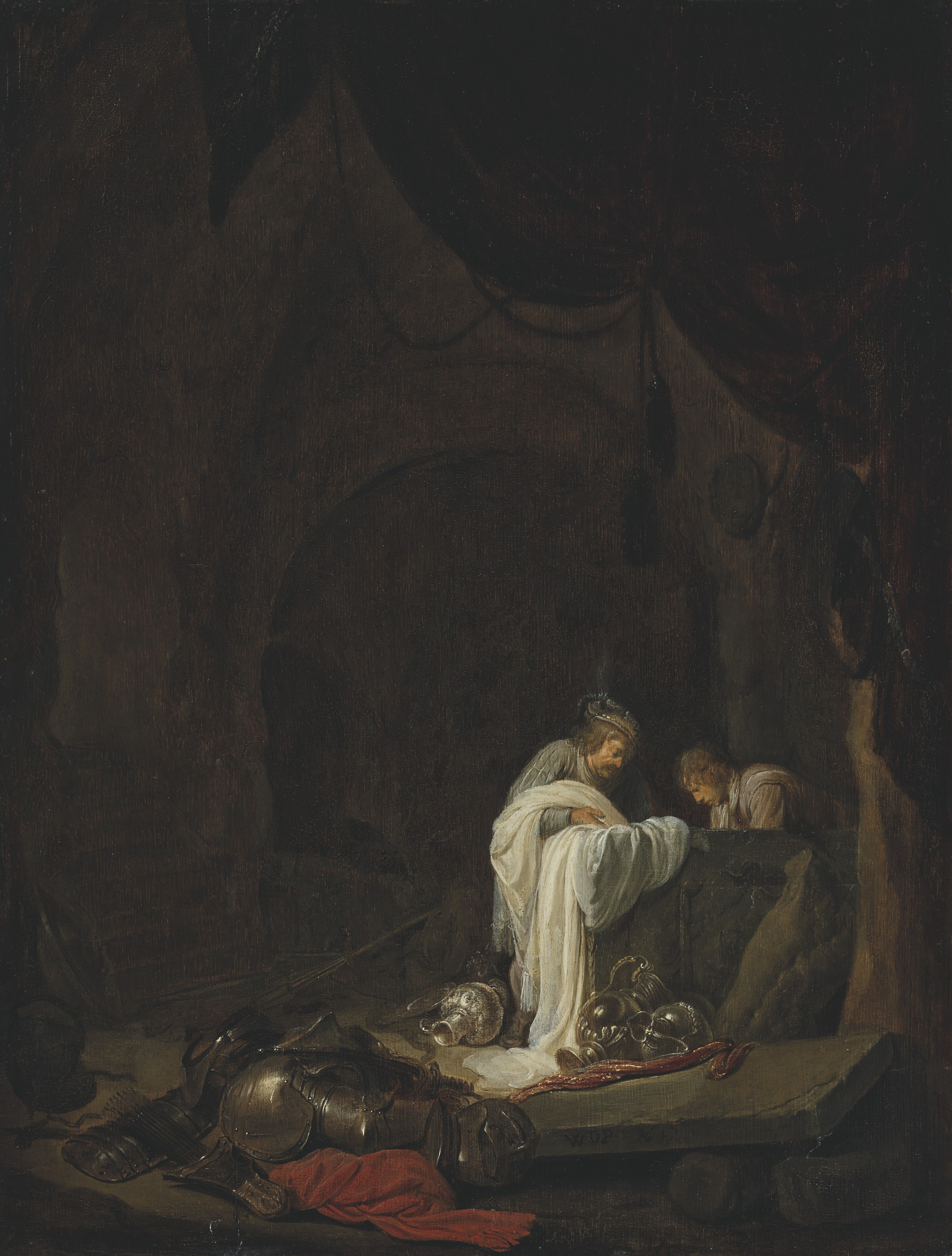
盗掘者たち
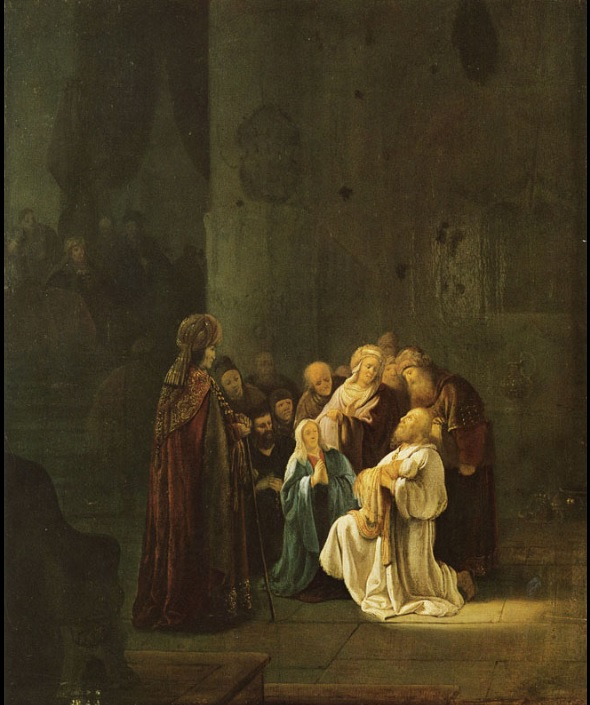
神殿で賛歌を歌うシメオン

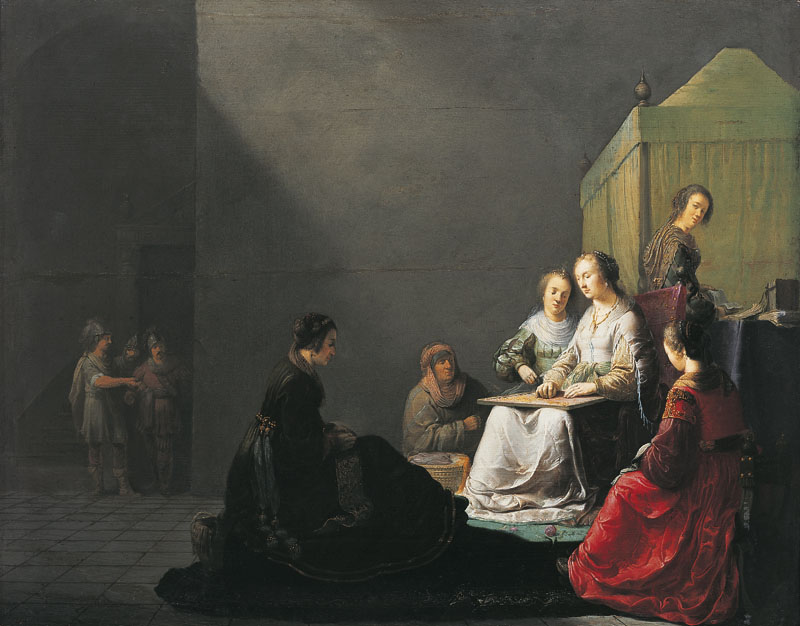
女官たちと機織りをするルクレティア
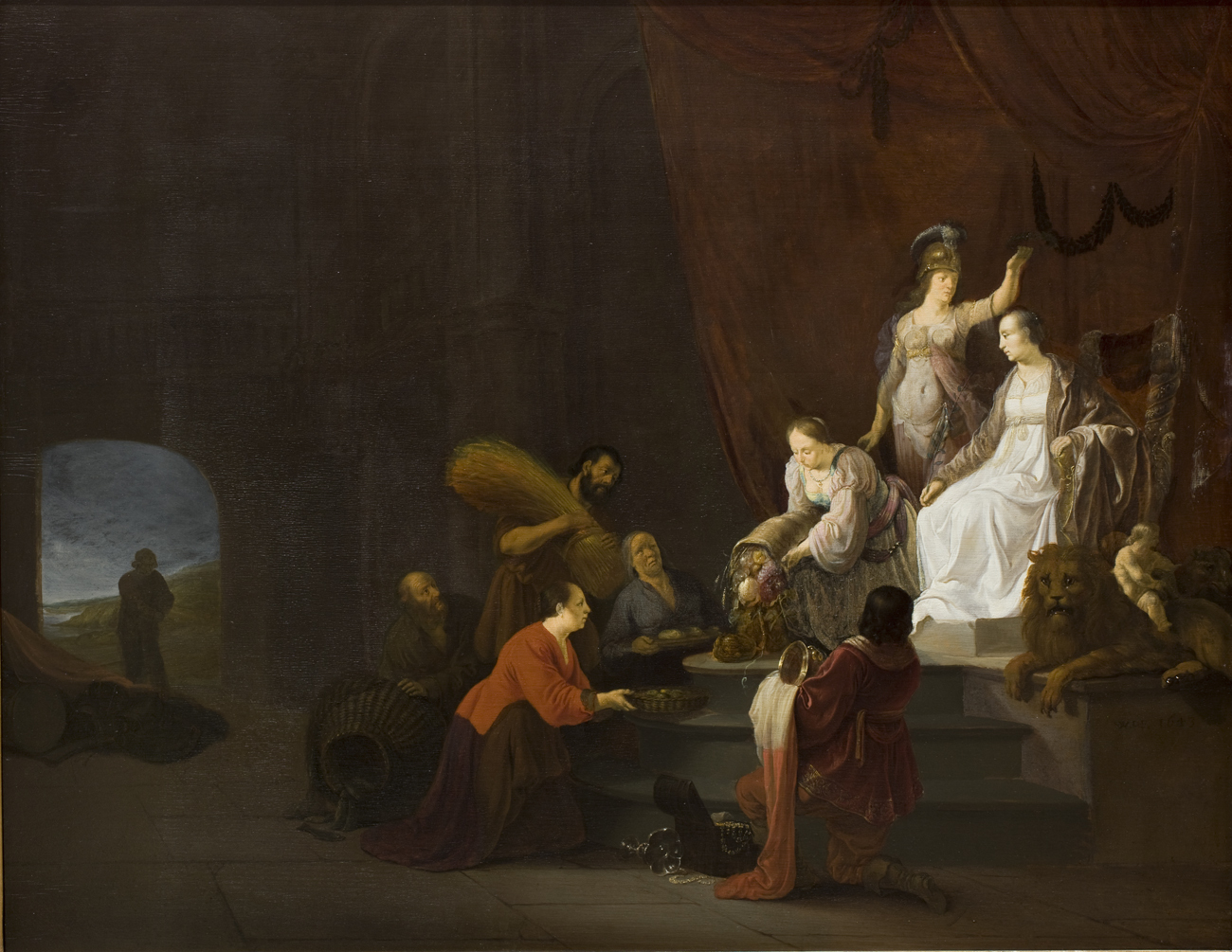
平和の寓意画 コペンハーゲン国立美術館
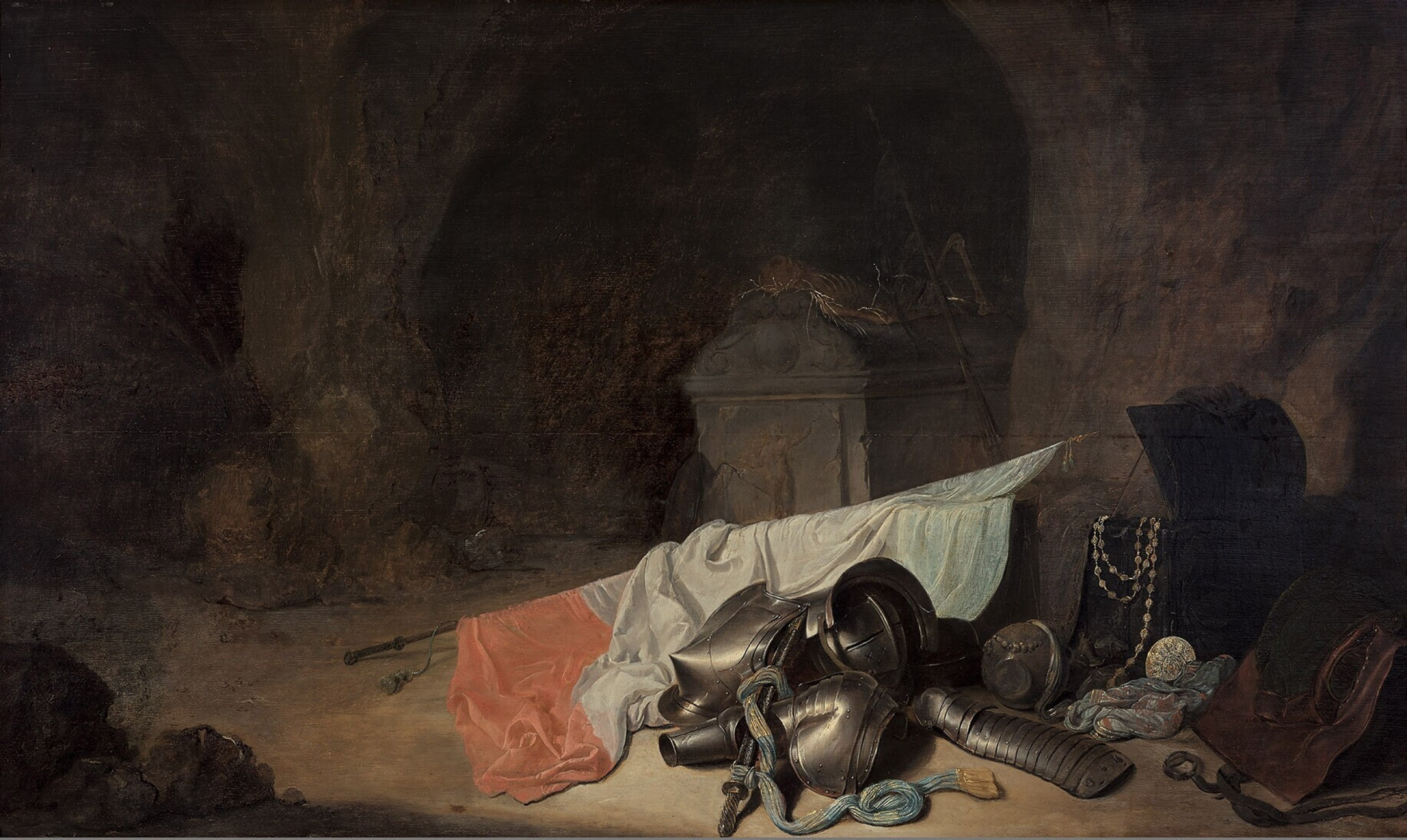
静物画(ヴァニタス)